# اشتياق مبارك
اشتياق مبارك هو منافس ألعاب قوى ماليزي، ولد في 6 فبراير 1948، وتوفي في 9 أغسطس 2013.

## وصلات خارجية
- اشتياق مبارك على موقع أوليمبيديا (الإنجليزية)